# Лилиан Гиш
Лилиан Гиш (на английски: Lillian Gish) е американска сценична, кино и телевизионна актриса. 

## Биография
Родена е на 14 октомври 1893 в Спрингфийлд, Охайо.
Тя е видна филмова звезда на 1910-те и 1920-те и по-специално свързана с филмите на режисьора Д. У. Грифит, включително водещата си роля в „Раждане на нацията“ (1915). Нейните филмови изяви са спорадични, но със запомнящи се роли в уестърна „Дуел под Слънцето“ (1946) и „Нощта на ловеца“ (1955). Тя има и значителни телевизионни роли от началото на 1950-те до 1980-те и приключва кариерата си като играе за първи път срещу Бет Дейвис във филма от 1987 „Августовски китове“. Филмовата и кариера се простира 75 години, от 1912 до 1987 г. Тя е наричана „Първата дама на американското кино“. От 1960 г. има звезда на Холивудската алея на славата.
Американският филмов институт поставя Гиш на седемнадесето място сред най-великите героини на всички времена. Тя е удостоена с почетен „Оскар“ през 1971 г., а през 1984 г. наградата AFI за цялостната си кариера.
Умира в съня си от естествена смърт на 99 години.

## Избрана филмография
| Година | Филм         | Оригинално заглавие | Роля           | Режисьор    |
| ------ | ------------ | ------------------- | -------------- | ----------- |
| 1960   | Непростената | The Unforgiven      | Матилда Закари | Джон Хюстън |